# 혼다 엘리트
혼다 엘리트(영어: Honda Elite)는 혼다에서 1983년부터 생산한 스쿠터 시리즈이다. 혼다는 현재 108 cc (6.6 cu in) 2010 엘리트를 생산하고 있다.

## 엘리트 80
1984년, 혼다는 최초의 4행정 현대식 스쿠터인 엘리트 125를 출시했다. 이후 혼다는 1985년에 4행정 엘리트 80(모델 코드 CH80)을 선보였다.
생산은 1991년 일본에서 멕시코로 이전되었고, 2007년에 생산이 중단되었다. 엘리트 80은 23년간 모델을 유지했으며, 소폭의 변경만 있었다.

## 엘리트 125/150
혼다는 1984년 봄 서구 시장에 최초의 중형 4행정 스쿠터를 출시했다. 엘리트 125(CH125)는 혼다의 2행정 엔진에서 훨씬 더 배기가스 친화적인 4행정 엔진으로 전환하는 추세를 이어갔다. 엘리트는 일본과 유럽에서 혼다 스페이시(Spacy)로 불렸다. 1984년 엘리트는 접이식 헤드램프, 수랭식 엔진, 디지털 대시보드 등 기존 스쿠터에서는 볼 수 없었던 많은 신기술을 선보였다. 혼다는 이를 "21세기 외관과 그에 걸맞은 기능", "통근용 스쿠터의 궁극"이라고 홍보했다.
이 시기 및 다른 시기에 혼다는 혼다 커브로 했던 것처럼 이륜차 운송에서 새로운 틈새시장을 개척하려 노력했다. 스쿠터 분야에서 마지막 큰 성공은 피아지오 베스파였는데, 밀폐된 차체와 사용 편의성으로 1950년대와 1960년대에 인기를 끌었다. CH125는 마이크로칩과 LCD 화면을 포함한 새로운 저렴한 소비자 기술의 인기에 발맞춰 의도적으로 미래 지향적인 디자인을 한 것으로 보인다. 당시 경쟁 모델로는 야마하 1982년 시그너스(XC180)와 야마하 1984년 시그너스(XC125)가 있었는데, 일부 시장에서는 야마하 리바/벨루가로 알려지기도 했으며 스즈키 CS125도 있었다.
1985년에 혼다는 중형 스쿠터를 일부 수정하여 다시 출시했다. 이 중 두 가지 변경 사항은 엔진 크기가 125 cc (7.6 cu in)에서 153 cc (9.3 cu in)로 증가했다는 점(따라서 모델명이 엘리트 150으로 변경됨)과 엘리트 150이 이제 표준 모델과 디럭스 모델 두 가지 에디션으로 판매되었다는 점이다. 디럭스 모델(CH150D)은 디지털 계기판과 플립업 헤드램프를 포함하여 엘리트 125와 거의 동일한 차체와 프레임을 공유했으며, 표준 모델(CH150)은 아날로그 대시보드와 고정형 헤드램프를 포함하여 더 전통적인 사양을 갖췄다.
1986년에는 표준 모델 엘리트 150이 단종되어, 디럭스 모델이 혼다가 제공하는 유일한 중형 스쿠터로 남았다. 1987년 혼다 CH150의 스타일 변경은 각진 모습에서 더 곡선적이고 둥근 모습으로 바뀌었다. 외관은 이전 모델과 달랐지만, 수정된 엘리트 150은 기계적 변경이 거의 없었다. 1987년에 CH150이 디자인 변경을 거쳤음에도 불구하고, 이 모델은 그 해가 마지막 생산 연도였다.
엘리트 CH125/CH150의 기술적 특징은 사용 편의성(좌석 아래 수납 공간은 없지만)과 정비에 중점을 두었다. 이 중 일부는 한동안 소형 스쿠터에서 다시 볼 수 없거나 전혀 볼 수 없었다. 여기에는 다음이 포함된다.
- 접이식 헤드램프 - 스쿠터 최초로, 이 겉보기에 복잡해 보이는 기능은 큰 헤드라이트의 미학적 문제를 해결했다.
- LCD 디스플레이 - 또 다른 최초로, LCD 속도계는 빠르고 정확했으며, 전압계, 연료 게이지, 온도 게이지가 메인 디스플레이를 완성했다. 트립 미터에는 주행 거리에 연동된 오일 교환 타이머(대시보드 아래 직사각형 구멍에 키를 삽입하여 재설정)도 있어서, 교환 시기가 되면 녹색에서 빨간색으로 바뀐다. 또한 좌측에 있는 슬롯 패널 아래에 숨겨진 배터리로 독립적으로 작동하는 디지털 시계도 있다.
- 발 온열기 - 라디에이터의 열을 전환하여 발에 통풍시킬 수 있다. 이 통풍구는 필요에 따라 닫을 수도 있다.
- 수랭식 엔진 - 당시 소배기량 스쿠터는 공랭식이었다. 전년도에 혼다는 50cc 수랭식 2행정 스쿠터인 혼다 비트를 선보였다. CH125 수랭식 모터는 더 조용하고 전기 시동만 가능하다. 이 엔진은 매우 스트레스가 적어서(신뢰성 향상) 최대 출력(7,500rpm)에서 49.5mm 스트로크 피스톤이 단 12.4m/s만 움직이므로, 지속적인 고속 주행에 적합하며 피스톤 항공기 엔진(라이코밍 O-360은 10m/s)과 비교할 수 있다. 대부분의 스포티한 엔진은 18m/s에서 22m/s 사이이다.
- 공랭식 구동 벨트 - 새로운 기술은 아니지만, 이 스쿠터는 글로브 박스에서 프레임 튜브를 통해 바닥 아래로 공기를 흡입하여 바리에이터 커버로 연결함으로써 물(비나 웅덩이에서) 유입 및 먼지 문제를 피한다.
- 편심 로커암 샤프트 밸브 조절 - 이는 나중에 혼다 TR200 ATV와 유사하게 캠축 영역에 접근할 필요 없이 외부에서 밸브 간극을 조절할 수 있게 한다. 장점은 시간 절약뿐만 아니라 부품/심 또는 필러 게이지가 필요 없다는 것이다.
- 통합 범퍼 - 이 스쿠터는 야마하 XC180과 유사하게 사실상 일체형 범퍼를 가지고 있다.
- 볼트 조립식 휠 림 - 피아지오도 휠 교체를 용이하게 하기 위해 사용했으며, 적어도 자가 정비사가 타이어를 교체하기 쉽게 하고 드럼 브레이크가 마모될 경우 교체 비용을 줄일 수 있었다. 타이어는 튜브리스이다.
- 풋 브레이크/주차 브레이크 - 브레이크를 밟아야만 엔진이 시동 가능하며 언덕에 주차 시 더 안전하다.
- 안티-다이브 서스펜션 - 전면 하단 링크 서스펜션은 제동 시 전방으로 무게가 이동하여 서스펜션을 압축하려는 동시에 전면 서스펜션을 확장시키는 힘을 발생시킨다. 이는 브레이크 다이브를 크게 줄이는 결과를 가져온다.

혼다 엘리트 CH125/CH150는 1984년 SF 스릴러 영화 터미네이터 (영화)에서 린다 해밀턴이 탔다. 거의 같은 시기에 음악가 애덤 앤트와 그레이스 존스가 엘리트를 홍보하는 일련의 TV 광고에 출연했다.

## 엘리트 E
49 cc (3.0 cu in) 혼다 엘리트 E는 1980년대 후반에 출시되었다. 엘리트 E는 표준 엘리트 및 디오 모델의 CVT 대신 사촌인 혼다 스피리와 고정 기어비 변속기를 공유한다.

## 엘리트 ES (SB50)
1988년, 혼다는 당시 상당히 인기가 많았던 스피리(NQ50)의 후속 모델로 SB50을 출시했다. SB50은 1988년에 함께 출시된 더 큰 엘리트 SR/LX(SA50) 스쿠터와 일부 디자인 요소를 공유하지만, 두 모델은 거의 완전히 다르다. 외관은 비슷하지만 SB50은 엘리트 SR/LX보다 훨씬 작으며 차체 패널이 호환되지 않는다. 또한 SB50은 혼다 스피리 엔진의 요소와 엘리트 SR/LX 스타일의 소형 버전을 결합하여 독자적인 엔진, 프레임, 서스펜션 및 기타 구성 요소를 특징으로 한다.